# Centaurea limbata
Centaurea limbata é uma espécie de planta com flor pertencente à família Asteraceae. 
A autoridade científica da espécie é Hoffmanns. & Link, tendo sido publicada em Fl. Portug. (Hoffmannsegg) 2: 221. (1820-1834).

## Portugal
Trata-se de uma espécie presente no território português, nomeadamente os seguintes táxones infraespecíficos:
- Centaurea limbata subsp. lusitana - presente em Portugal Continental. Em termos de naturalidade é endémica da região atrás referida. Não se encontra protegida por legislação portuguesa ou da Comunidade Europeia.
- Centaurea limbata var. limbata - presente em Portugal Continental. Em termos de naturalidade é nativa da região atrás referida. Não se encontra protegida por legislação portuguesa ou da Comunidade Europeia.